# Helosis cayennensis
Helosis cayennensis är en tvåhjärtbladig växtart som först beskrevs av Swartz, och fick sitt nu gällande namn av Sprengel. Helosis cayennensis ingår i släktet Helosis och familjen Balanophoraceae. Utöver nominatformen finns också underarten H. c. mexicana.

## Bildgalleri

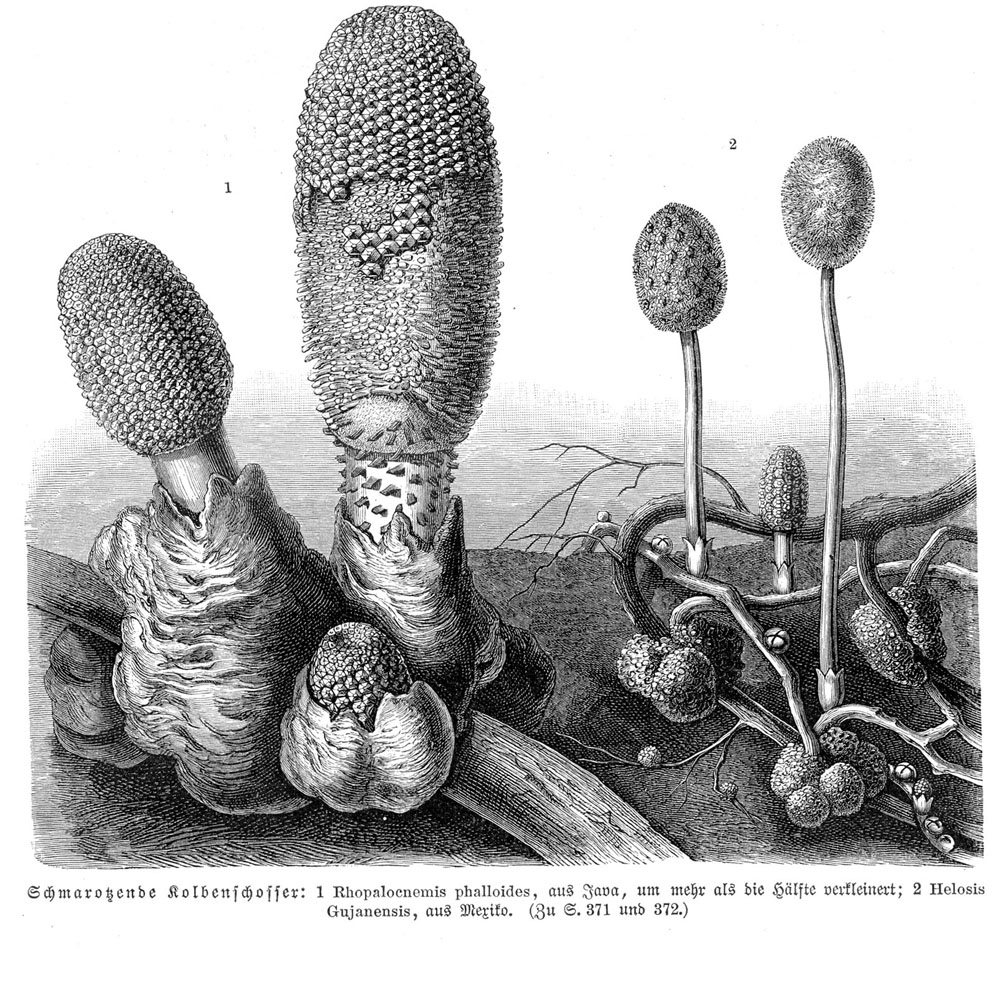